# 라리오하주 (아르헨티나)

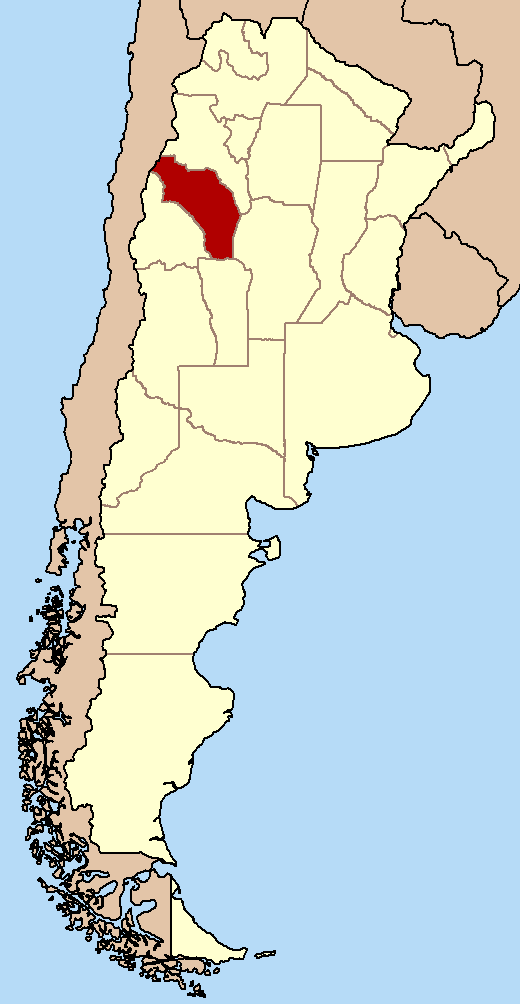
라리오하 주

라리오하주(Provincia de La Rioja)는 아르헨티나 서부에 있는 주이다. 인접 주로는 북쪽부터 시계 방향으로 카타마르카주, 코르도바 주, 산루이스주, 산후안 주이다. 18개 군을 관할한다.

주기
주 문장